# Sollschwitz (Göda)
Sollschwitz, sorbisch Sulšecyⓘ, ist ein Dorf im Zentrum des Landkreises Bautzen in Ostsachsen und gehört seit 1994 zur Gemeinde Göda. Im Ort, der zum offiziellen sorbischen Siedlungsgebiet in der Oberlausitz zählt, werden bis heute Sorbisch und Deutsch gesprochen.

## Geographie

### Lage
Der Ort liegt in der Oberlausitz und wird von den Ortschaften Dreikretscham im Norden, Muschelwitz im Osten, Prischwitz im Süden, Zscharnitz im Westen und Storcha im Nordwesten umgeben.

### Geomorphologie
Das Relief ist wellig und weist eine Abdachung nach Norden auf. Die sächsische Naturraumgliederung bezeichnet den Landstrich als Oberlausitzer Gefilde. Es handelt sich dabei um einen Teil der Naturregion Sächsisches Lössgefilde, die in der Gegend von Sollschwitz nur noch eine Nord-Süd-Ausdehnung von etwa 15 Kilometern aufweist und sich nach Osten hin weiter verschmälert. Nördlich grenzt das relativ ebene Oberlausitzer Heide- und Teichgebiet an, südlich das Oberlausitzer Bergland. 
Der heutige Formenschatz entstand überwiegend im Quartär insbesondere unter dem Einfluss der letzten Eiszeiten. Er beinhaltet unter anderem Rinnen, Muldentäler und Lößplatten und -rücken. Sollschwitz liegt im Tal des Schwarzwassers zu beiden Seiten des Flüsschens, welches zum Einzugsgebiet der Elbe gehört und in den 1970er Jahren weitgehend reguliert, 2023 jedoch wieder renaturiert wurde. Das Tal weitet sich hier deutlich bis auf etwa 400 m.

### Geologie
Die jüngsten Ablagerungen sind Auensedimente des Schwarzwassers, welche sich in der Tiefelinie von dessen Tal finden lassen. Auf ihnen liegt auch der Ortskern. Ihr Alter dürfte holozän sein. Im Osten und Nordosten stehen weichselzeitliche Niederterrassen-Sedimente an. Westlich und südwestlich des Ortes befindet sich Löß bzw. Lößlehm, welcher unter den periglazialen Bedingungen der letzten beiden Eiszeiten gebildet wurde. Im Nordwesten und Norden lassen sich Schmelzwasserablagerungen des sich zurückziehenden Eises der Elsterkaltzeit finden. Das Sollschwitzer Gebiet wurde von den Eismassen der Elster- und der Saalekaltzeit bedeckt. Diese aus geologischer Sicht sehr jungen Sedimente überlagern einen cadomisch-kambrischen Granodiorit, der in der nächsten Umgebung von Sollschwitz jedoch nicht aufgeschlossen ist. Erst in einer Entfernung von ca. 800 m ostsüdöstlich des Ortskernes ist er oberflächennah anzutreffen. Diese Lagerverhältnisse kennzeichnen eine ausgeprägte Schichtlücke zwischen dem Kambrium und dem Quartär, welche in dieser Form erst mit den Abtragungsvorgängen der Eiszeiten entstanden ist.
Westlich des Dorfes liegen Sande, die bei Bedarf abgebaut werden könnten.

### Klima
Die Region liegt in der kühlgemäßigten Übergangszone zwischen Ozeanischem und Kontinentalem Klima (nach Troll und Paffen) bzw. der gemäßigten Klimazone mit Übergangsklima nach Neef. Die Jahresmitteltemperatur von 8,5 °C für Bautzen dürfte derjenigen von Prischwitz etwa entsprechen. Dabei ist der Juli mit durchschnittlich 18,2 °C der wärmste und der Januar mit −1,2 °C der kälteste Monat. Bei einer entsprechenden Großwetterlage können, durch einströmende kalte Luft aus dem Böhmischen Becken, auch Temperaturen bis −15 °C erreicht werden. Im Volksmund wird dieses Phänomen „Böhmischer Wind“ genannt. Der mittlere Jahresniederschlag liegt, bedingt durch den Regenschatten des Oberlausitzer Berglandes, zwischen 670 und 690 mm. Damit ist das Gebiet relativ niederschlagsarm. Der niederschlagsreichste Monat ist im langjährigen Mittel der Juli mit 80 bis 90 mm, der niederschlagsärmste Monat ist der Januar mit etwa 40 mm.

### Vegetation
Die potentielle natürliche Vegetation besteht im Schwarzwasser-Tal aus Traubenkirschen-Erlen-Eschenwald, auf den glazifluvialen Sedimenten aus typischem Hainbuchen-Traubeneichenwald im Komplex mit grasreichem Hainbuchen-Traubeneichenwald und in den Rinnen der Lößflächen aus Waldziest-Hainbuchen-Stieleichenwald.
Die vorhandene Vegetation beschränkt sich auf einige kleine Waldstücke, welche überwiegend an den landwirtschaftlich nicht nutzbaren Hängen der Rinnen liegen.

## Geschichte
| 1580 | 4 Bauern, 4 Gärtner, 1 oder 5 Häusler             |
| 1777 | 1 Bauer, 13 Gärtner, 4 Häusler                    |
| 1810 | 1 Bauer, 5 Großgärtner, 7 Kleingärtner, 4 Häusler |
| 1834 | 121                                               |
| 1871 | 119                                               |
| 1890 | 105                                               |
| 1910 | 121                                               |
| 1925 | 126                                               |
| 2000 | 120                                               |
| 2009 | 139                                               |
| 2011 | 131                                               |

Die ersten Siedlungsspuren auf dem Gebiet des heutigen Sollschwitz stammen – in Form eines Vollgriffdolches – aus der mittleren Bronzezeit.
Sollschwitz wurde erstmals 1359 im Zusammenhang mit einem Martinus de Schulsewicz erwähnt. Damit ist es urkundlich deutlich jünger als viele andere Orte der Umgebung, was jedoch nicht heißt, dass es später gegründet wurde. Spätestens im Jahre 1379 saß in einem Teil des damaligen „Sullschewizc“ mit den Herren von Baudissin eine alte und verhältnismäßig mächtige Adelsfamilie. Der andere Teil gehörte, seit der angeblichen Belehnung durch Kaiser Karl IV. persönlich (1369), der Familie von Penzig. Ab 1430 ist ein ansässiges Rittergut verzeichnet. Im letzten Drittel des 15. Jahrhunderts sorgte der Gutsherr Nickel von Baudissin mehrmals für Aufsehen. Neben unberechtigtem Jagen im Taucherwald (1496) geht auch die Beteiligung an der Belagerung von Hoyerswerda im Jahre 1467 auf seine Rechnung. Für diese Vergehen wurde er geächtet. Zwei weitere Mitglieder der Familie – Anna und Christiane von Baudissin – gingen in das Kloster St. Marienstern und wurden hier Äbtissinnen. Nach mehr als 200 Jahren geteilter Herrschaft ging Sollschwitz 1600 in die Hand des Heinrich von Luttitz über, dessen Familie es wiederum 1639 an Hans Wolf von Haugwitz verkaufte. Dieser veräußerte es 1642 an Wolf Heinrich von Theler, dessen Familie bis 1721 auch das Barockschloss Neschwitz besaß. Anno 1725 erwarb es die Familie Le Coq und 1742 kaufte das Gut Kommissionsrat Gottfried Richter. Dessen Familie behielt es bis ins 18. Jahrhundert. Während der ganzen Zeit stand die Obergerichtsbarkeit dem Domstift von Bautzen zu. Es besaß auch die Jagdgerechtigkeit.

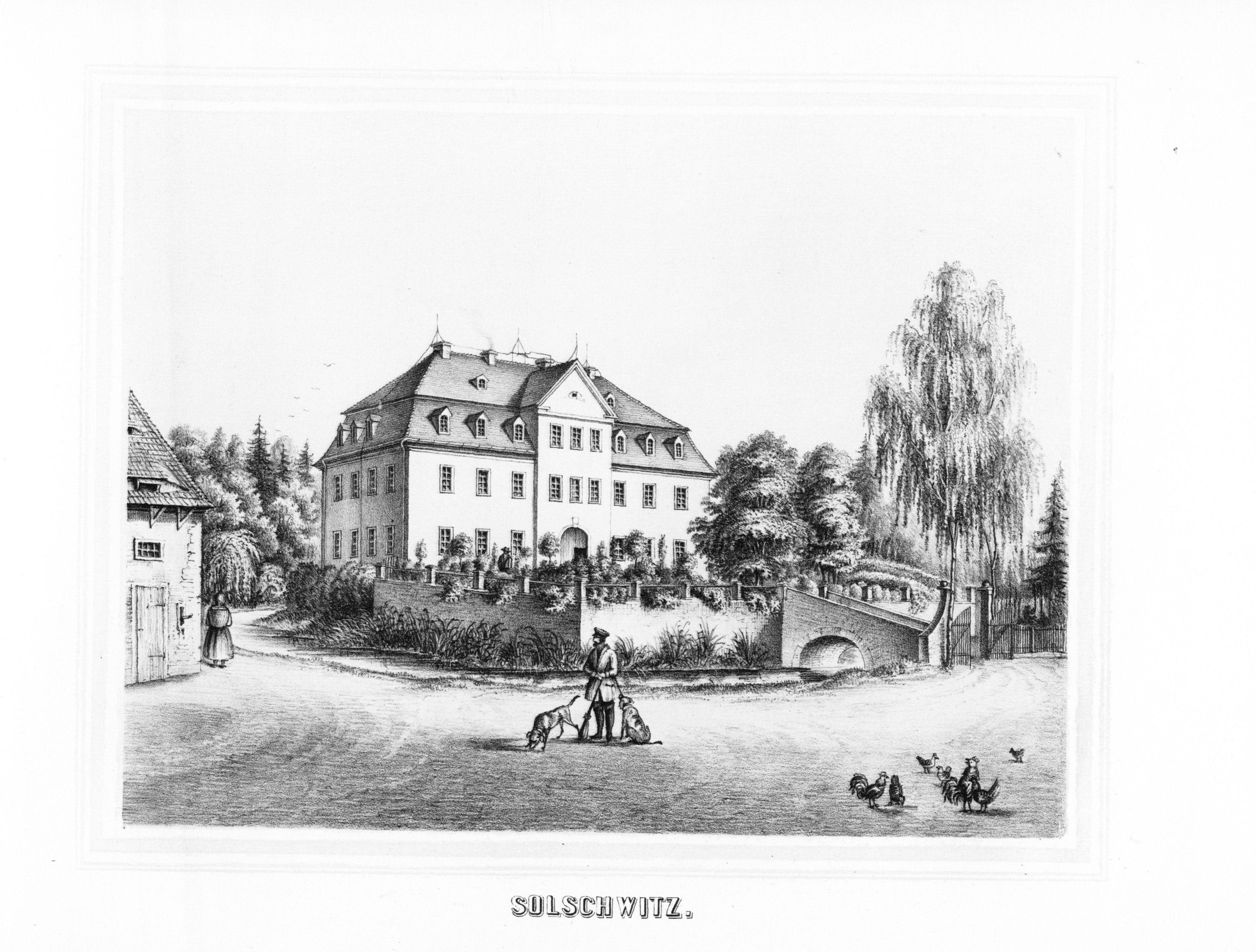
Rittergut Sollschwitz 1859

Für seine Statistik über die sorbische Bevölkerung in der Oberlausitz ermittelte Arnošt Muka in den achtziger Jahren des 19. Jahrhunderts eine Bevölkerungszahl von 120 Einwohnern; davon waren 116 Sorben (97 %) und 4 Deutsche. 1956 zählte Ernst Tschernik in der Gemeinde Prischwitz, zu der Sollschwitz mittlerweile gehörte, einen sorbischsprachigen Bevölkerungsanteil von nur noch 13,4 %. Seitdem ist der Gebrauch des Sorbischen im Ort weiter zurückgegangen.
Die Kampfhandlungen und der wechselnde Frontverlauf des Frühjahrs 1945 berührten den Ort direkt und verursachten einigen Schaden. Nach dem Krieg wurde 1949 eine Maschinen-Traktoren-Station (MTS) im Rittergut etabliert. Später wurde ein großes Rinderkombinat gebaut, welches die Haltung von bis zu 450 Kühen ermöglichte.
Im Jahr 1936 wurde die bis dahin eigenständige Gemeinde Sollschwitz nach Prischwitz eingemeindet, 1994 kamen beide gemeinsam zu Göda.

## Siedlungsstruktur und Landnutzung

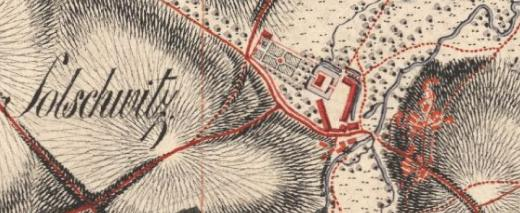
Sächsisches Meilenblatt von 1804, Norden ist rechts

Bei der Siedlung Sollschwitz handelt es sich um eine platzartige Gutssiedlung mit Gutsblock-, Block- und Streifenflur. Damit unterscheidet sich die Siedlungsstruktur auffällig von jener der Nachbarorte. Es überwiegen einzelne Häuser, daneben gibt es einen Dreiseithof.
Die Landnutzung beschränkt sich auf Grund der relativ guten Böden weitgehend auf die Landwirtschaft.
Früher wurde auf der Flur Sollschwitz (wie an vielen Stellen der Lausitz) Wein angebaut. Das beweist der Flurname die Winze = Weinberg.

## Infrastruktur

### Verkehr
Die Bundesautobahn 4 verläuft in einer Entfernung von etwa 1,4 km südlich des Ortskerns, wobei die beiden nächstgelegenen Ausfahrten Salzenforst und Uhyst am Taucher sind. Die Staatsstraße 107 (hier Bautzen-Crostwitz-Kamenz) führt nördlich am Ort vorbei. Das Dorf ist an den ÖPNV durch eine Buslinie angebunden. Diese liegen im Bereich des Zweckverbandes Verkehrsverbund Oberlausitz-Niederschlesien (ZVON). Der nächste Bahnhof ist Seitschen (6,7 km). Kurz vor dem Ersten Weltkrieg sahen die Planungen für die Sächsische Nordostbahn (Bautzen-Kamenz) unter anderem eine Streckenführung über Sollschwitz vor. Der Bau der Strecke wurde jedoch nie fertiggestellt.

### Bildung
Die erste Schule für Prischwitz war Bolbritz, von 1884 bis 1946 Muschelwitz, danach bis 1980 das Schulkombinat Storcha/Bolbritz und seitdem Göda.

## Wirtschaft
Auf dem alten Gutshof ist ein Recycling-Unternehmen ansässig. Daneben gibt es noch eine Großhandelsfirma für Blumen und einen Fuhrbetrieb. Die Agrofarm Göda bewirtschaftet heute die alten Kombinatsbestände und Ackerflächen.

## Sehenswürdigkeiten

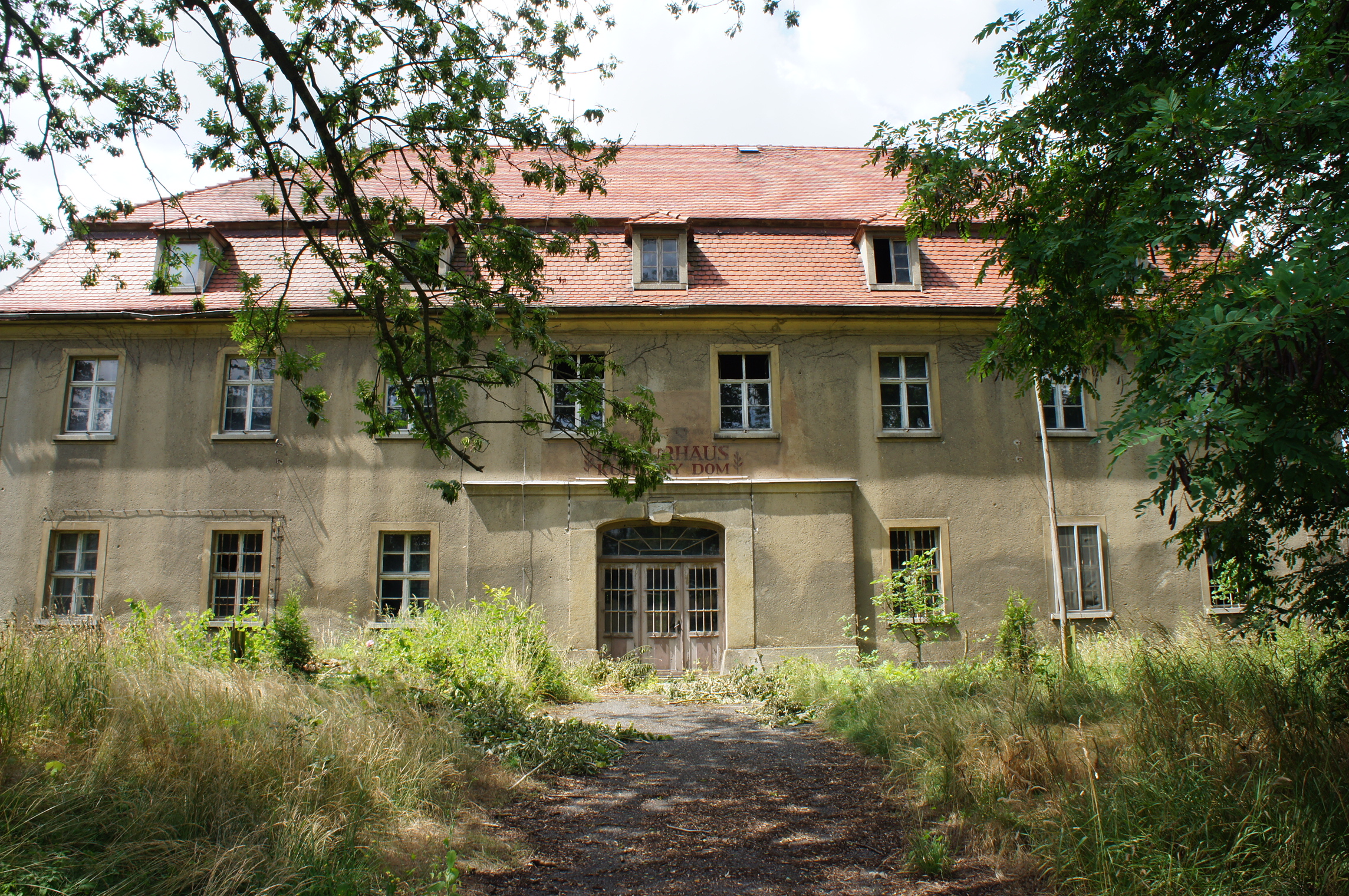
Rittergut Sollschwitz, Zustand 2011

Das noch erhaltene Rittergut, auch „Schloss“ genannt, ist heute im westlichen Ortsteil zu besichtigen. Ursprünglich handelte es sich um eine Wehranlage in Form eines Wasserschlosses, dessen Gräben noch 1934 sichtbar waren, aber nach 1945 zugeschüttet wurden. In seiner heutigen Gestalt stammt das Gebäude vorwiegend aus der Zeit zwischen 1700 und 1725. Es ist im Stil des Barock gehalten, jedoch wurde einiges durch den Brand von 1933 beschädigt. Wie vielerorts fand die Architektur der französische Sonnenkönigs Ludwig XIV. Nachahmer, was sich durch die noch in Resten erhaltene französische Gartenanlage zeigt. Um 1900 war es im Besitz eines Herrn Ernst Wuttig, nach dem Zweiten Weltkrieg diente es als sorbisches Kulturhaus. Heute steht das Schloss leer und droht zu verfallen. Der Wirtschaftshof wird von einer Spedition genutzt.
Nach 1830 entstand das Sollschwitzer Torhaus, dessen Stundenglocke aus 1743 erbeuteten türkischen Geschossbruchstücken in Dresden gegossen wurde.